# Quack-monument
Het Quack-monument of Marie-Adolffontein is een monument in Nijmegen, in de Nederlandse provincie Gelderland.

## Achtergrond
Het Quack-monument is oorspronkelijk opgericht in 1926 uit een legaat van Arnoldus Burchard Adolphus Quack (Nijmegen, 6 april 1842 – Nijmegen, 11 november 1920). Quack was van 1902 tot 1919 wethouder van de gemeente Nijmegen. Het monument is vernoemd naar hem en zijn tweelingzus Maria (Marie) Christina (Nijmegen, 6 april 1842 – Nijmegen, 15 maart 1905). Quack liet zijn nalatenschap aan de gemeente Nijmegen na onder de voorwaarde dat er een fontein, de Marie-Adolffontein vernoemd naar zijn zus, opgericht zou worden.

## Architectuur
Architect Willem Bijlard ontwierp het monument, in de vorm van een obelisk in art-decostijl. Het bevat vier fonteinen en vier klokken aan de voet en vier lantaarns in de top. Het onderste gedeelte is van granito. De obelisk is van rood graniet met gebeeldhouwde ornamenten. De lantaarns en klokken zijn van brons. De ornamentale vlakken onder de klokken zijn gemaakt door steenhouwer Litjes. Er is 75 m3 graniet en 30 m3 beton aan verwerkt.
In de jaren 1920 en 1930 deden ontwerpers inspiratie op uit de meest uiteenlopende exotische culturen. Naast de 'art nègre' (Afrikaanse kunst), de Maya- en Azteken-cultuur, Polynesië en Sumatra was dat voornamelijk de Egyptische beschaving van de farao's. De directe aanleiding voor de Egypte-rage was de spectaculairste archeologische vondst van de eeuw: de ontdekking van het graf van Toetanchamon in 1922..

## Herbouw
De obelisk is in 1958 afgebroken, omdat hij moest wijken voor het verkeer. Verschillende delen, zoals de glazen gedeeltes en de klokken waren vernield door onder andere het bombardement dat op 22 februari 1944 de Nijmeegse binnenstad trof. De verschillende onderdelen werden jarenlang bewaard. 
In 1976 was er sprake van dat het monument in het nieuwe stadsdeel Dukenburg zou worden geplaatst, maar dat is uiteindelijk niet doorgegaan. In 1994 werd het initiatief genomen om het Quack-Monument op de oorspronkelijke plaats te herbouwen. Na een voorbereidende fase door de Stichting Herstel Quack-Monument (1995-2009) werd uiteindelijk het monument in 2000 herbouwd op dezelfde plaats als waar het tot 1958 stond. Het plein, dat onderdeel was van de Nassausingel, is eind 2008 Quackplein genoemd.
Het monument wordt vaak vergeleken met een fallus. Op Wereldaidsdag 2004 werd een enorm 'condoom' over het monument getrokken.

## Afbeeldingen

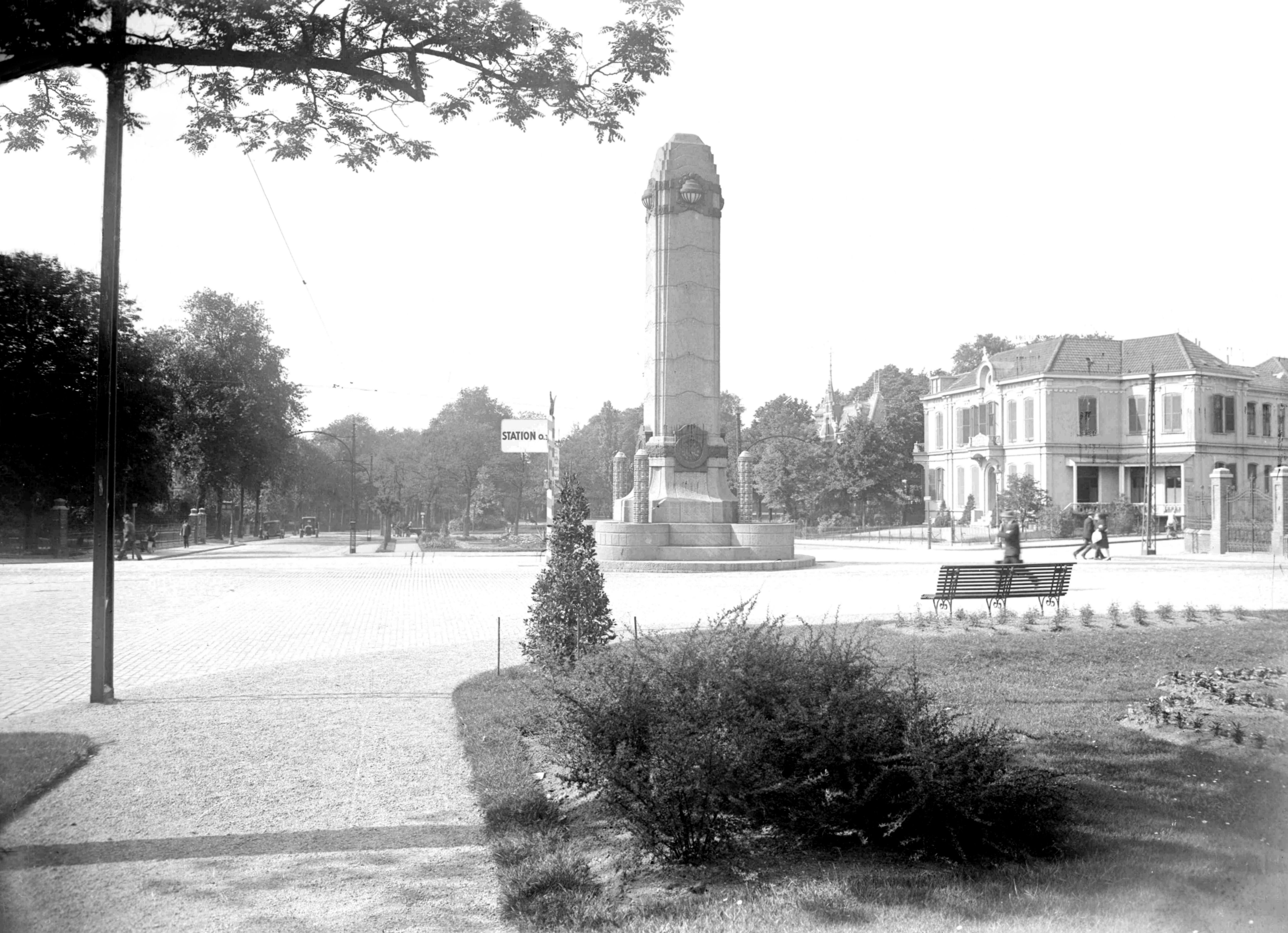
Het Quackmonument in 1926
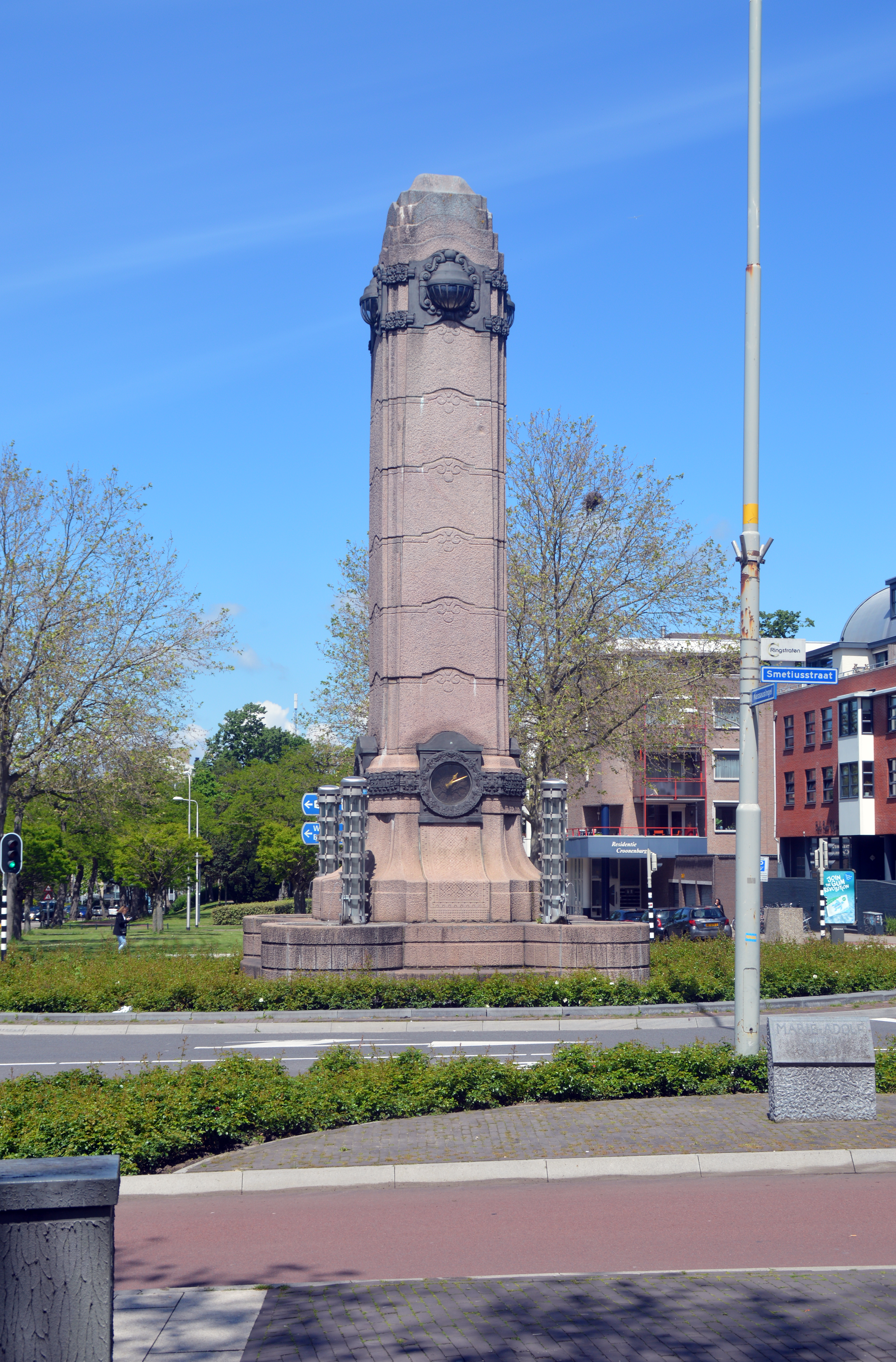
Quack-monument (Anno 2021)
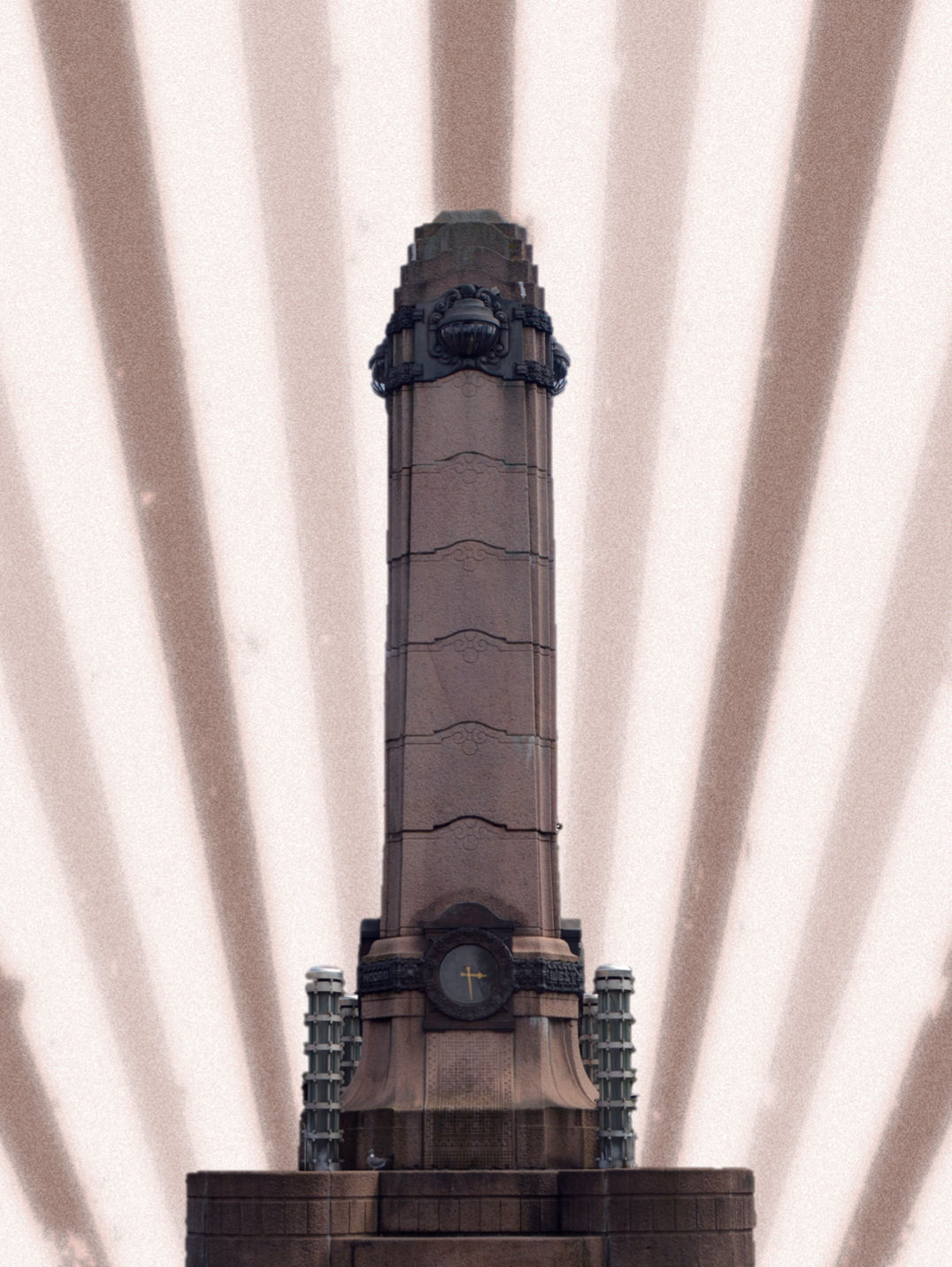
Quack-monument Art Deco
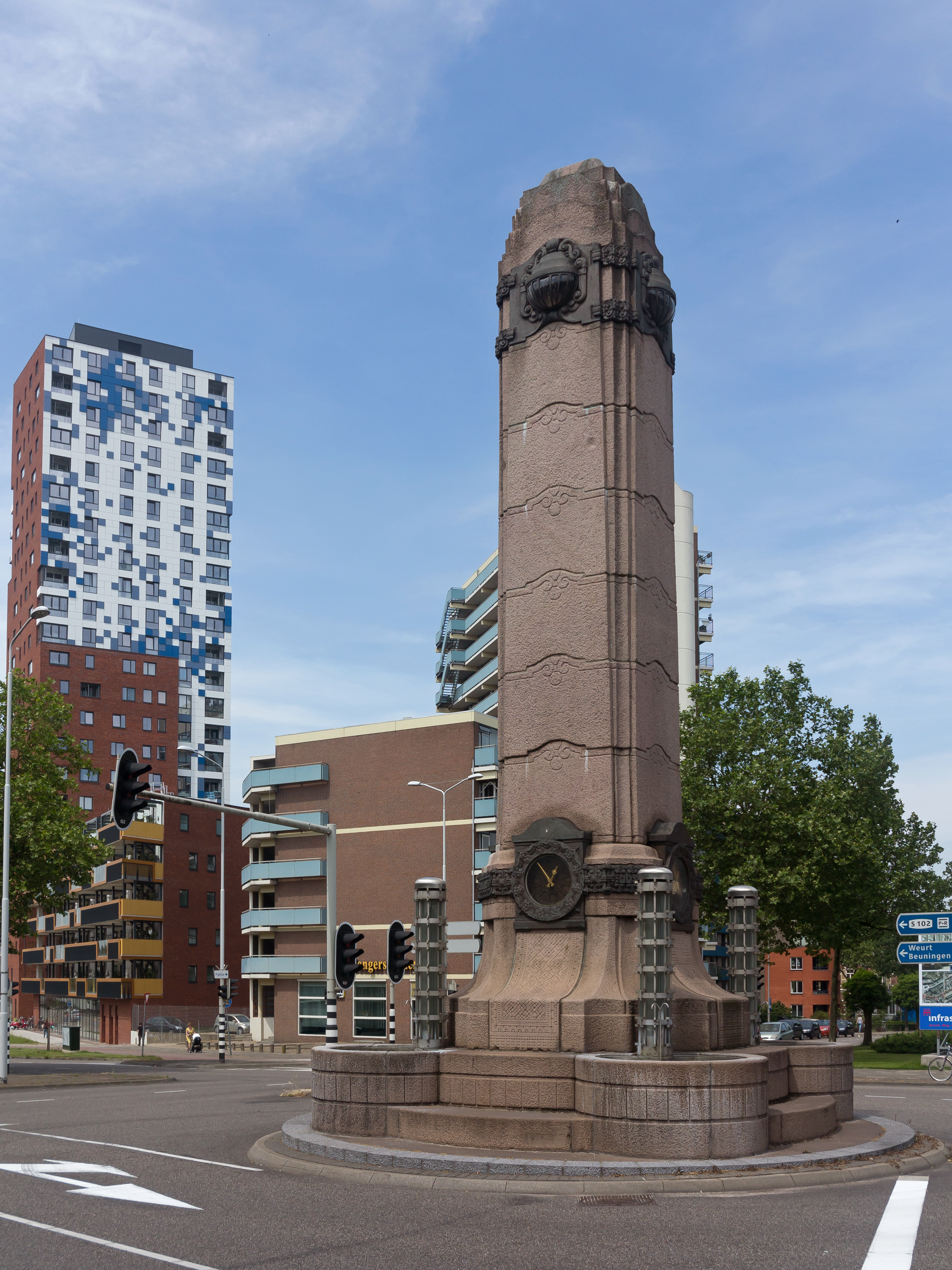
Nijmegen, het Quackmonument van Willem Bijlard op het Quackplein (2016)